# Komarnički arhiđakonat
Teritorij koji obuhvaća Zagrebačka biskupija je bio podijeljen na arhiđakonate. U popisu župa iz 1334. godine navodi se 14 arhiđakonata: Gora, Zagorje, Svetačje, Gušće, Zagreb, Dubica, Komarnica, Gorica, Kalnik, Vaška, Čazma, Bekšin, Varaždin i Vrbovec. Povjesničarka Nada Klaić smatra da formiranje kalničkog i komarničkog arhiđakonata potvrđuje da su u posebnim crkvenim jedinicama obuhvaćeni s jedne strane Podravina, a s druge vrlo važno područje između Kalnika i Bilogore koje je u 13. stoljeću ostalo u vladarskim rukama. Istoj autorici se čini karakterističnim da se komarnički arhiđakonat protezao od Drave s jedne i s druge strane Bilogore i to tako da su se na njegovu području našla najvažnija naselja u Podravini (Komarnica, Koprivnica) i Rovišće kao najvažnija utvrda i središte političke organizacije pod Bilogorom. Moguće je da su se arhiđakonati na tlu stare prekodravske šomođske županije ili vojvodstva formirali prije nego što se potpuno raspao stari politički sustav. To bi se moglo odnositi i na Komarnički arhiđakonat, čija gusta mreža župa u prvoj polovici 14. stoljeća također govori u prilog pretpostavci da je organizacija župa počela ovdje rano, ali se pokrštavanje očito odvijalo vrlo sporo.